# Сёренсен, Оле (футболист)
Оле Сёренсен (дат. Ole Sørensen; 25 ноября 1937, Копенгаген — 29 января 2015, Копенгаген) — датский футболист, полузащитник.

## Клубная карьера
Профессиональную карьеру начал в клубе КБ в 1955 году. Сезон 1965/1966 провёл в немецком клубе «Кёльн», за который сыграл 13 матчей и забил 1 гол. С 1966 по 1968 выступал за нидерландскую команду ПСВ. В 1968 вернулся в КБ, где до завершения карьеры через 2 года успел по разу выиграть национальный чемпионат и национальный кубок.

## Карьера в сборной
Дебют за сборную Дании состоялся 18 июня 1963 года в проигрышном матче Чемпионата Северной Европы против сборной Швеции (1:2). Был включен в состав на Чемпионат Европы 1964 в Испании, где сыграл в полуфинальном матче против сборной СССР (0:3) и матче за 3-е место против сборной Венгрии (1:3). Всего за сборную Сёренсен провёл 25 матчей и забил 7 голов.

### Голы за сборную
| № | Дата             | Место                           | Соперник  | Счёт | Результат | Турнир                              |
| - | ---------------- | ------------------------------- | --------- | ---- | --------- | ----------------------------------- |
| 1 | 17 сентября 1961 | Уллевол, Осло, Норвегия         | Норвегия  | 0:4  | 0:4       | Чемпионат Северной Европы 1960—1963 |
| 2 | 9 июня 1965      | Идрэтспаркен, Копенгаген, Дания | Финляндия | 1:1  | 3:1       | Чемпионат Северной Европы 1964—1967 |
| 3 | 20 июня 1965     | Идрэтспаркен, Копенгаген, Дания | Швеция    | 2:1  | 2:1       | Чемпионат Северной Европы 1964—1967 |
| 4 | 27 мая 1969      | Идрэтспаркен, Копенгаген, Дания | Ирландия  | 1:0  | 2:0       | Квалификация на ЧМ 1970             |
| 5 | 27 мая 1969      | Идрэтспаркен, Копенгаген, Дания | Ирландия  | 2:0  | 2:0       | Квалификация на ЧМ 1970             |
| 6 | 15 июня 1969     | Идрэтспаркен, Копенгаген, Дания | Венгрия   | 1:0  | 3:2       | Квалификация на ЧМ 1970             |
| 7 | 1 июля 1969      | Ольборг, Ольборг, Дания         | Бермуды   | 6:0  | 6:0       | Товарищеский матч                   |

## Достижения

### КБ
- Чемпион Дании: 1968
- Обладатель Кубка Дании: 1969